# ويليام شير
ويليام شير (بالإنجليزية: William Shear)‏ هو عالم حيوانات أمريكي، ولد في 1942 في Coudersport, Pennsylvania ‏ في الولايات المتحدة.